# Cyrto-hypnum byssoideum
Cyrto-hypnum byssoideum là một loài Rêu trong họ Thuidiaceae. Loài này được (Besch.) W.R. Buck & H.A. Crum mô tả khoa học đầu tiên năm 1990.